# Angela Sommers
Angela Sommers (Nueva York, 21 de junio de 1983) es una actriz pornográfica y modelo erótica estadounidense.

## Biografía
Angela Sommers nació en el condado de Queens, en la ciudad de Nueva York, en junio de 1983. Comenzó a trabajar como artista esteticista y maquilladora antes de dedicarse al baile, que le ocuparía 4 años. Compaginó el baile con trabajos como modelo de glamour y de ropa interior para diversas marcas, así como chica webcam.
Entró en la industria del cine para adultos en 2010, a los 27 años de edad, trabajando en películas de temática lésbica para productoras como Penthouse, Playboy, Twistys, Brazzers, Girlfriends Films, Wicked Pictures, Girlsway, Naughty America, Bondage Cafe, Kink.com, Hustler, Vivid, Adam & Eve, New Sensations, Elegant Angel o Digital Playground, entre otras.
En agosto del 2011 fue elegida Twisty's treat of the month del portal Twistys y Cyber Girl of the Week de la revista Playboy.
Fue elegida Pet of the Month de la revista Penthouse en mayo de 2012.
Durante tres ediciones consecutivas (2014, 2015 y 2016) fue nominada en los Premios AVN a la Artista lésbica del año.
Algunas películas de su filmografía son Flashback, Happy Hour, Girls in White 2012 1, Insatiable, Glamour Solos, Riding Solo 2, Secrets of Laly, Vamps o Super Model Solos 2.
Se retiró en 2018. Ha rodado más de 170 películas como actriz.

## Premios y nominaciones
| Año  | Ceremonia             | Resultado | Premio                           | Trabajo |
| ---- | --------------------- | --------- | -------------------------------- | ------- |
| 2013 | Sex Awards            | Nominada  | Sexiest Adult Star               | —       |
| 2014 | Premios AVN           | Nominada  | Artista lésbica del año          | —       |
| 2015 | Premios AVN           | Nominada  | Artista lésbica del año          | —       |
| 2015 | Nightmoves            | Nominada  | Best "Adult Star" Feature Dancer | —       |
| 2015 | Nightmoves Fan Awards | Nominada  | Best "Adult Star" Feature Dancer | —       |
| 2016 | Premios AVN           | Nominada  | Artista lésbica del año          | —       |
| 2016 | Nightmoves            | Nominada  | Best “Adult Star” Feature Dancer | —       |
| 2016 | Nightmoves            | Nominada  | Mejor cuerpo                     | —       |
| 2016 | Nightmoves Fan Awards | Nominada  | Best "Adult Star" Feature Dancer | —       |
| 2016 | Nightmoves Fan Awards | Nominada  | Mejor cuerpo                     | —       |
| 2016 | Premios XRCO          | Nominada  | Mejor artista lésbica            | —       |
| 2018 | Nightmoves            | Nominada  | Best "Adult Star" Feature Dancer | —       |